# تزو تشانغ
تشوتشانغ (بالإنجليزية: Xuchang)‏ هي مدينة من مدن الصين. يبلغ عدد سكانها 4307488 نسمة. يبلغ ارتفاع المدينة عن سطح البحر قرابة 71 متر. تقع على خط عرض 34.033 وخط طول 113.85.

## المناخ
يظهر الجدول التالي التغييرات المناخية على مدار السنة لتزو تشانغ:
| البيانات المناخية لـتزو تشانغ      | البيانات المناخية لـتزو تشانغ | البيانات المناخية لـتزو تشانغ | البيانات المناخية لـتزو تشانغ | البيانات المناخية لـتزو تشانغ | البيانات المناخية لـتزو تشانغ | البيانات المناخية لـتزو تشانغ | البيانات المناخية لـتزو تشانغ | البيانات المناخية لـتزو تشانغ | البيانات المناخية لـتزو تشانغ | البيانات المناخية لـتزو تشانغ | البيانات المناخية لـتزو تشانغ | البيانات المناخية لـتزو تشانغ | البيانات المناخية لـتزو تشانغ |
| الشهر                              | يناير                         | فبراير                        | مارس                          | أبريل                         | مايو                          | يونيو                         | يوليو                         | أغسطس                         | سبتمبر                        | أكتوبر                        | نوفمبر                        | ديسمبر                        | المعدل السنوي                 |
| ---------------------------------- | ----------------------------- | ----------------------------- | ----------------------------- | ----------------------------- | ----------------------------- | ----------------------------- | ----------------------------- | ----------------------------- | ----------------------------- | ----------------------------- | ----------------------------- | ----------------------------- | ----------------------------- |
| الدرجة القصوى °م (°ف)              | 20.2 (68.4)                   | 23.5 (74.3)                   | 28.3 (82.9)                   | 34.2 (93.6)                   | 38.9 (102.0)                  | 41.9 (107.4)                  | 39.2 (102.6)                  | 38.9 (102.0)                  | 37.2 (99.0)                   | 35.1 (95.2)                   | 27.0 (80.6)                   | 21.4 (70.5)                   | 41.9 (107.4)                  |
| متوسط درجة الحرارة الكبرى °م (°ف)  | 6.1 (43.0)                    | 8.9 (48.0)                    | 13.9 (57.0)                   | 21.3 (70.3)                   | 26.8 (80.2)                   | 31.8 (89.2)                   | 32.0 (89.6)                   | 30.7 (87.3)                   | 27.0 (80.6)                   | 21.7 (71.1)                   | 14.4 (57.9)                   | 8.2 (46.8)                    | 20.2 (68.4)                   |
| المتوسط اليومي °م (°ف)             | 0.7 (33.3)                    | 3.1 (37.6)                    | 8.1 (46.6)                    | 15.2 (59.4)                   | 20.6 (69.1)                   | 25.7 (78.3)                   | 27.1 (80.8)                   | 25.8 (78.4)                   | 21.1 (70.0)                   | 15.4 (59.7)                   | 8.5 (47.3)                    | 2.7 (36.9)                    | 14.5 (58.1)                   |
| متوسط درجة الحرارة الصغرى °م (°ف)  | −3.6 (25.5)                   | −1.4 (29.5)                   | 3.0 (37.4)                    | 9.4 (48.9)                    | 14.8 (58.6)                   | 20.0 (68.0)                   | 23.1 (73.6)                   | 22.0 (71.6)                   | 16.6 (61.9)                   | 10.5 (50.9)                   | 3.7 (38.7)                    | −1.7 (28.9)                   | 9.7 (49.5)                    |
| أدنى درجة حرارة °م (°ف)            | −16.4 (2.5)                   | −19.6 (−3.3)                  | −11.5 (11.3)                  | −2.9 (26.8)                   | 3.2 (37.8)                    | 11.6 (52.9)                   | 16.4 (61.5)                   | 13.8 (56.8)                   | 6.3 (43.3)                    | −0.9 (30.4)                   | −13.1 (8.4)                   | −14 (7)                       | −19.6 (−3.3)                  |
| الهطول مم (إنش)                    | 12.0 (0.47)                   | 14.9 (0.59)                   | 33.7 (1.33)                   | 43.5 (1.71)                   | 72.8 (2.87)                   | 83.5 (3.29)                   | 163.3 (6.43)                  | 121.7 (4.79)                  | 71.4 (2.81)                   | 50.7 (2.00)                   | 26.0 (1.02)                   | 12.1 (0.48)                   | 705.6 (27.79)                 |
| متوسط أيام هطول الأمطار (≥ 0.1 mm) | 3.5                           | 5.0                           | 7.0                           | 6.9                           | 7.9                           | 8.4                           | 11.7                          | 10.6                          | 8.3                           | 7.7                           | 5.4                           | 3.8                           | 86.2                          |
| المصدر: Weather China              |                               |                               |                               |                               |                               |                               |                               |                               |                               |                               |                               |                               |                               |

## توأمة
لتزو تشانغ اتفاقيات توأمة مع كل من:
- كينيل
- بوليغ بروك